# Sophia Abrahão
Sophia Sampaio Abrahão (São Paulo, 22 de maio de 1991) é uma apresentadora de televisão, atriz, modelo, cantora e escritora brasileira. Iniciou sua carreira artística como modelo em 2005, aos 14 anos de idade, mas só tornou-se conhecida após estrear como atriz na série de televisão Malhação (2007–09), exibida pela TV Globo, interpretando Felipa Gentil. Entretanto, ela só alcançou a fama ao interpretar a patricinha Alice Albuquerque, uma dos seis personagens principais da telenovela Rebelde (2011–12), exibida pela RecordTV. A par de Rebelde, formou-se a banda Rebeldes, que saiu da telenovela para a vida real, junto com seus outros cinco protagonistas – Chay Suede, Mel Fronckowiak, Lua Blanco, Micael Borges e Arthur Aguiar – o grupo musical lançou dois álbuns de estúdio e um ao vivo entre 2011 e 2012, com o seu álbum de estreia homônimo vendendo 120 mil cópias.
Em 2013, Abrahão retornou para a TV Globo e obteve papéis em telenovelas como Amor à Vida (2013), Alto Astral (2014) e Salve-se Quem Puder (2021). Em 2014, ela estreou como escritora com o livro O Reino das Vozes que Não se Calam, coescrito ao lado de Carolina Munhóz, vendendo mais de 50 mil exemplares e obtendo uma sequência no ano seguinte. Em outubro de 2015, ela lançou seu álbum de estreia autointitulado Sophia Abrahão. No ano seguinte, Abrahão recebeu uma indicação ao Grammy Latino, na categoria de Melhor Artista Revelação. Entre 2017 e 2019, ela obteve destaque ao estrear como apresentadora de televisão no programa Vídeo Show.

## Biografia
Nascida em 22 de maio de 1991 em São Paulo e criada em Jacareí, Sophia Sampaio Abrahão é filha única de Branca Sampaio Abrahão e Renato Abrahão. Branca e Renato se separaram em outubro de 2012. Ela é prima do também cantor Brian Cohen, integrante do duo musical Selva.

## Carreira

### 2005–16: Reconhecimento comMalhaçãoeRebelde
Em 2005, Abrahão começou a trabalhar como modelo aos 14 anos de idade, após ter sido abordada por um olheiro em um shopping. Ela viajou sozinha para países como Japão, Cingapura e China, onde trabalhou fazendo catálogos e desfiles. Quando retornou ao Brasil, ela continuou a carreira de modelo e em paralelo, entrou para um curso de teatro, quando surgiu o teste para a série de televisão juvenil Malhação, exibida pela TV Globo. Abrahão fez sua estreia como atriz após ser aprovada para entrar no elenco da décima quinta temporada da série. Na temporada, ela interpretou Felipa Gentil, e permaneceu interpretando-a até a décima sexta temporada, entre outubro de 2007 e novembro de 2009. Em 2010, ela esteve no elenco da peça de teatro Confissões de Adolescente, baseada na série de televisão de mesmo nome. Anos mais tarde, ela estaria no elenco do filme também de mesmo nome, que também é baseado na série. Entre outubro e novembro de 2010, ela interpretou a vilã Gabi na primeira temporada da série de televisão Bicicleta e Melancia, exibida pelo Multishow.

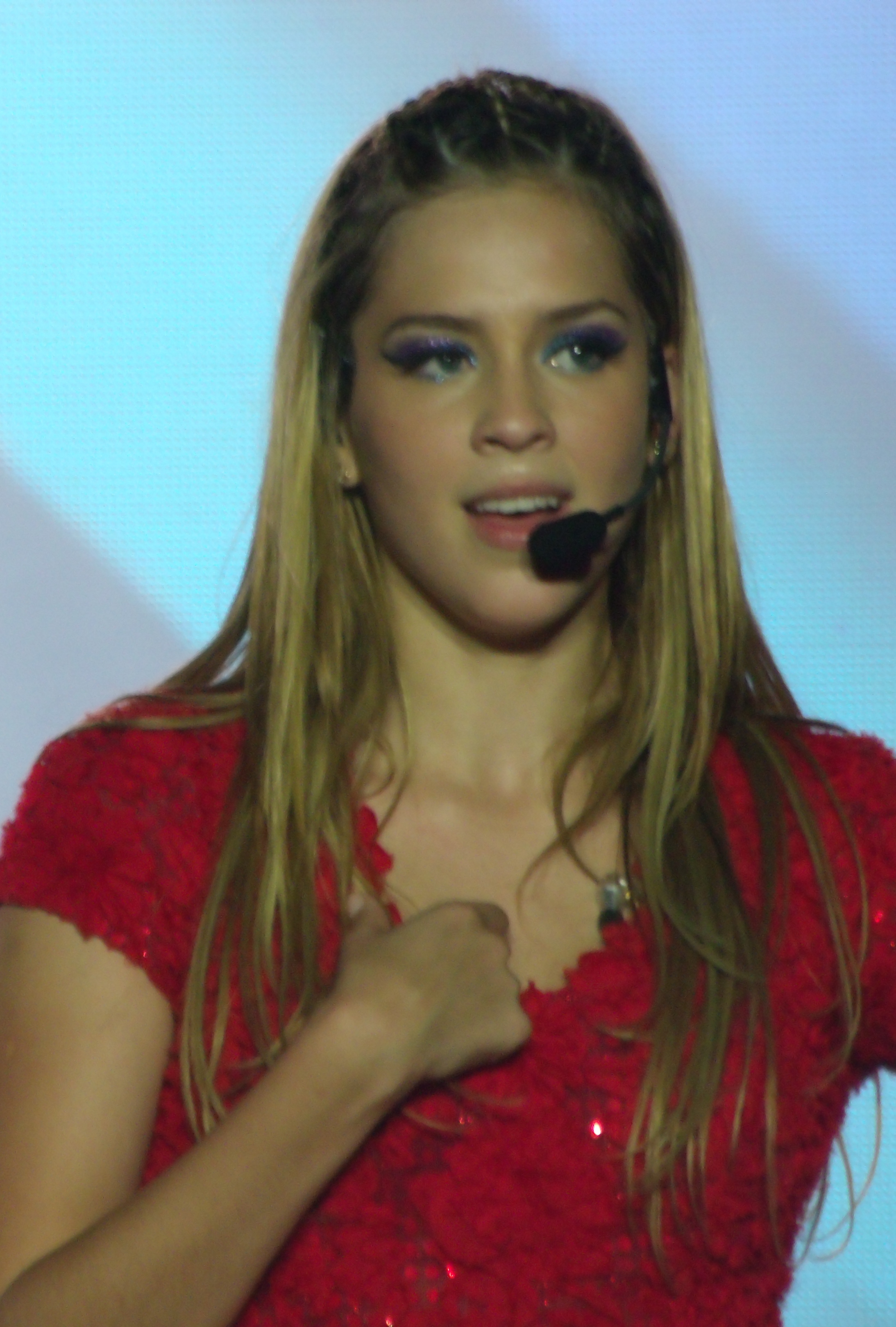
Abrahão durante show do Rebeldes em Porto Alegre, em 2012

Ainda em 2010, ela assinou contrato com a RecordTV para ser uma dos seis protagonistas da telenovela juvenil Rebelde, baseada na telenovela mexicana de mesmo nome. Entre março de 2011 e outubro de 2012, ela interpretou a patricinha Alice Albuquerque, personagem que foi baseada em Mia Colucci, interpretada por Anahí na versão mexicana. A par de Rebelde, formou-se a banda Rebeldes, que saiu da telenovela para a vida real, junto com seus outros cinco protagonistas – Chay Suede, Mel Fronckowiak, Lua Blanco, Micael Borges e Arthur Aguiar – o grupo musical lançou dois álbuns de estúdio e um ao vivo entre 2011 e 2012 e recebeu indicações a prêmios como Troféu Imprensa e Meus Prêmios Nick. Ainda em 2012, após o anúncio da turnê de despedida do Rebeldes e o fim de Rebelde, Abrahão lançou seu blog pessoal, onde posta produções de moda, dicas de beleza e atualidades. Já preparando-se para seguir sua carreira solo na música, ela lançou dois singles com seu primo e cantor Brian Cohen, intitulados "Sem Você" e "Não Quero Mais", ambos em novembro de 2012 e março de 2013, respectivamente.
Em abril de 2013, ela lançou sua grife de roupas autointitulada Sophia Abrahão. O grupo Rebeldes fez seu último show em 4 de maio de 2013, na capital de Minas Gerais, Belo Horizonte. No mesmo mês, a RecordTV rescindiu o contrato de Abrahão, após ela se recusar a entrar para o elenco da telenovela Pecado Mortal. Abrahão havia justificado a recusa em função de seu envolvimento com projetos relativos ao Rebeldes e por não querer engatar em mais um trabalho após vir de dois anos intensos de compromissos profissionais. Ela também argumentou ter uma carreira voltada para o público infantil e a sua personagem na telenovela viveria cenas fortes. Embora Carlos Lombardi e Alexandre Avancini, autor e diretor da telenovela, respectivamente, tenham aceitado as suas justificativas, a RecordTV decidiu romper o contrato com Abrahão, que iria até 2014. Em seguida, Abrahão decidiu abrir um processo contra a emissora.
Abrahão assinou contrato com a Sony Music e optou por ser chamada apenas de Sophia, somente na carreira musical. Segundo ela, o seu sobrenome Abrahão passaria uma seriedade que ela não queria em sua música. Em seguida, ela lançou os singles "É Você" e "Flores", em agosto e dezembro de 2013, respectivamente. Abrahão retornou à TV Globo e entre outubro de 2013 e janeiro de 2014, ela esteve no elenco da telenovela Amor à Vida, interpretando Natasha Veiga de Assis. Ela precisou pintar o cabelo de ruivo para a caracterização de sua personagem ficar parecida com a de Nicole (Marina Ruy Barbosa), meia-irmã de Natasha.
Abrahão fez sua estreia no cinema em Confissões de Adolescente, estrelando como Tina. O filme foi lançado em 10 de janeiro de 2014. Abrahão também apareceu na trilha sonora do filme, interpretando "O Leãozinho" e "Sina", canções originalmente interpretadas por Caetano Veloso e Djavan, respectivamente. Em julho de 2014, Abrahão lançou seu extended play (EP) de estreia autointitulado Sophia. Apesar de Abrahão ter contrato com a Sony Music até então, o EP foi lançado de forma independente. "Deixa Estar", "No Final" e "Tudo Que Eu Sempre Quis" foram lançadas como primeiro, segundo e terceiro singles de Sophia, respectivamente. Em agosto de 2014, Abrahão fez sua estreia como escritora ao lançar seu primeiro livro através da Fantástica Rocco, intitulado O Reino das Vozes que Não se Calam e coescrito ao lado de Carolina Munhóz. O livro, de fantasia romântica, vendeu mais de 50 mil exemplares e ocupou o ranking de best-sellers de ficção nacional da Nielsen por nove meses. A sequência do livro foi lançada, sob o título de O Mundo das Vozes Silenciadas, em setembro de 2015.

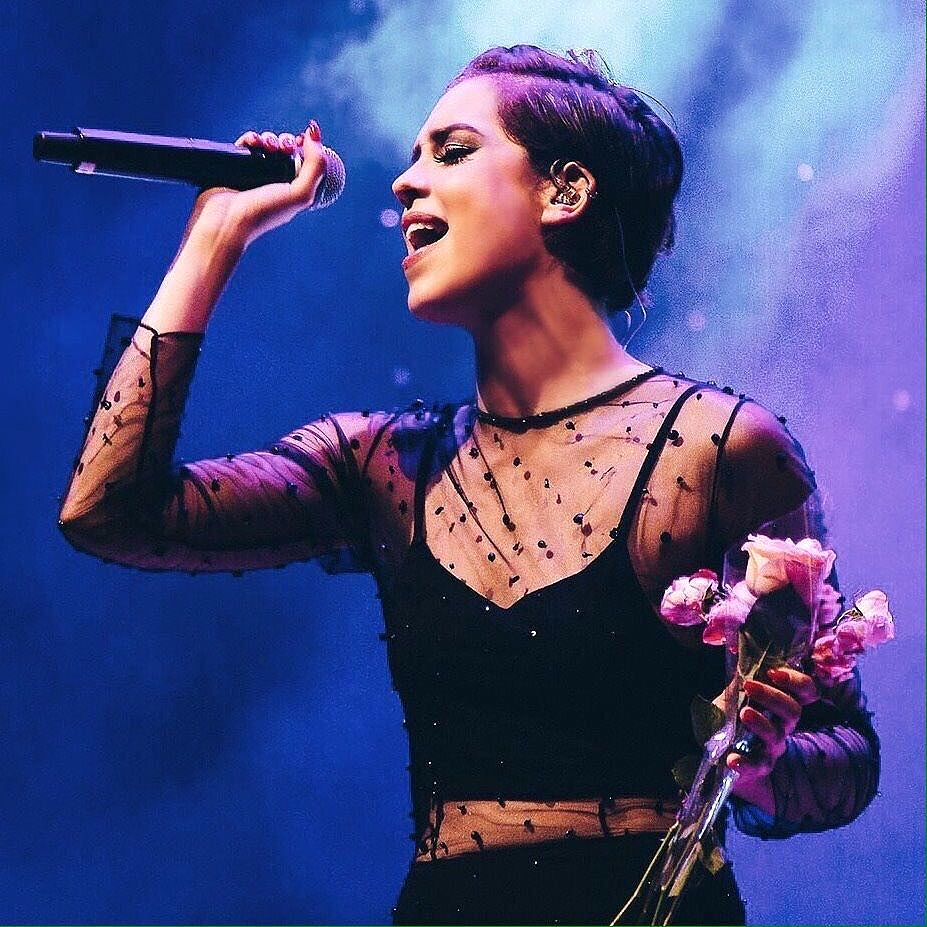
Abrahão durante apresentação da Tudo que Eu Sempre Quis Tour em São Paulo, em outubro de 2016

Entre novembro de 2014 e maio de 2015, Abrahão esteve no elenco da telenovela Alto Astral, interpretando Gaby Santana Peixoto. Em fevereiro de 2015, ela se tornou uma das quatro embaixadoras digitais da L'Oréal Paris, ao lado de Mica Rocha, Carol Magalhães e Lia Camargo. Após o fim de Alto Astral, foi anunciado que Abrahão entrou para o elenco do filme Se a Vida Começasse Agora, dirigido por Alexandre Klemperer. A produção do filme têm sido interrompida e com várias previsões de lançamento ao longo dos anos, não chegando a uma data de lançamento concreta. Em junho de 2015, Abrahão assinou contrato com o escritório FS Produções Artísticas, pertencente a dupla Fernando & Sorocaba, e em outubro do mesmo ano, ela lançou seu álbum de estreia autointitulado Sophia Abrahão. O álbum foi produzido por Fernando Zor, que também fez parte da composição do álbum. O único single do álbum, "Náufrago", foi lançado em setembro de 2015. Abrahão co-estrelou Anjo de Cabelos Longos, filme autobiográfico de Fernando & Sorocaba, ao lado de Rodrigo Simas. O filme foi lançado em novembro de 2015.
Em 2016, através da Jequiti, Abrahão lançou os perfumes Eu e Love. Em abril de 2016, ela lançou o single "Sou Fatal". A canção foi escrita pelo cantor Nando Reis, especialmente para Abrahão. Em maio de 2016, Abrahão iniciou sua turnê de estreia, intitulada Tudo que Eu Sempre Quis Tour. Em setembro de 2016, Abrahão foi indicada ao Grammy Latino, na categoria de Melhor Artista Revelação. No mesmo mês, ela integrou o elenco da décima terceira temporada do Dança dos Famosos, quadro do programa Domingão do Faustão, e terminou o quadro em segundo lugar na final do dia 11 de dezembro de 2016. Em outubro de 2016, ela fez uma participação especial em A Lei do Amor, interpretando Vitória Costa Leitão (Camila Morgado), em sua versão jovem, na primeira fase da telenovela. Em novembro de 2016, Abrahão lançou sua autobiografia, intitulada Numa Outra e escrita por Camila Fremder.

### 2017–presente:Vídeo Show
Em fevereiro de 2017, Abrahão começou a apresentar o programa Vídeo Show ao lado de Joaquim Lopes, substituindo Otaviano Costa durante as férias dele, e em abril do mesmo ano, ela cobriu as férias de Lopes. Em seguida, ela entrou em um esquema de revezamento entre os apresentadores no programa. Em janeiro de 2018, ela passou a ser apresentadora fixa do Vídeo Show. Ela também já havia exercido a função de repórter. Abrahão apresentou o Vídeo Show até janeiro de 2019, quando foi anunciado o fim do programa. No dia 28 de fevereiro de 2017, foi ao ar a segunda temporada do The Voice Extras, tendo Abrahão como apresentadora e sendo exibido junto a versão estadunidense do The Voice, pelo canal Sony, no Brasil, um dia após a transmissão do segundo, nos Estados Unidos. O The Voice Extras recebia convidados diferentes a cada episódio, como a cantora Ludmilla e o duo musical Anavitória. Em março de 2017, Abrahão foi eleita uma dos jovens mais influentes do Brasil na categoria de Cinema, Televisão & Teatro, pela revista Forbes Brasil. Em abril de 2017, ela lançou o single "O Bom É que Passa", com um videoclipe dirigido por seu companheiro Sérgio Malheiros. Em novembro de 2017, Abrahão lançou seu segundo EP Dance!, de forma independente. O primeiro e único single de Dance!, "Rebola", com participação do DJ Boss In Drama, foi lançado em outubro de 2017.
Abrahão apareceu como a Alien no filme Cine Holliúdy 2: A Chibata Sideral, lançado em 21 de março de 2019. Entre julho e outubro de 2019, ela fez uma participação especial na vigésima sétima temporada de Malhação, subtitulada Toda Forma de Amar, marcando a primeira aparição de Abrahão na série desde a sua décima sexta temporada. Abrahão interpretou ela mesma, como apresentadora do Vai no Gás, um talent show fictício. Em março de 2020, ela fez uma participação especial na telenovela Salve-se Quem Puder, também como ela mesma. Abrahão entrou para o elenco da trama em sua segunda parte, interpretando a advogada Júlia Santamarina entre junho e julho de 2021. No aniversário de 29 anos de Abrahão, que ocorreu no dia 22 de maio de 2020, ela lançou o videoclipe do single "Suas Razões". A canção só foi disponibilizada para download digital e streaming em 12 de outubro de 2020.
Em janeiro de 2021, Abrahão fez uma participação especial em dois episódios da série de televisão As Five, como a influenciadora digital Dani Junqueira. As Five é uma obra derivada da vigésima quinta temporada de Malhação, subtitulada Viva a Diferença. Em março de 2021, foi anunciado que ela entrou para o elenco da décima oitava temporada do Dança dos Famosos, subtitulada Super. Super reúne 18 finalistas e semifinalistas de temporadas anteriores. No dia 15 de agosto de 2021, Abrahão foi a 12.ª participante eliminada do quadro, ficando em sétimo lugar. Em 17 de setembro de 2021, ela lançou seu terceiro EP Músicas que Guardei pra Você, com quatro faixas gravadas em 2014, não lançadas até então.

## Vida pessoal
De ascendência paterna libanesa e materna italiana, Abrahão é adepta ao budismo. Ela também se declara feminista. Em entrevista ao site F5, da Folha de S.Paulo, ela disse que teve dificuldade em se denominar feminista, e um dos motivos para tal foram as críticas e opiniões alheias.
Em 2009, ela namorou o ator Miguel Rômulo. Eles terminaram o relacionamento amigavelmente. Em 2010, durante as gravações de Rebelde, ela começou a namorar seu colega de elenco, o ator e cantor Chay Suede. O namoro durou nove meses. Em dezembro de 2011, ela assumiu namoro com outro colega de elenco de Rebelde, o cantor e ator Micael Borges. O relacionamento de Abrahão e Borges chegou ao fim em dezembro de 2012. Entre 2013 e 2014, ela namorou o ator e cantor Fiuk.
Em 16 de setembro de 2013, Abrahão se envolveu em um acidente de carro com sua mãe, Branca, a maquiadora Viviane Gonzo e sua filha Camila. O carro em que elas estavam capotou no interior de São Paulo, por volta das 11h56 da noite, na Via Dutra, em Cachoeira Paulista, quando seguia para o Rio de Janeiro. Branca, que dirigia o veículo, ficou em observação no pronto-socorro da Santa Casa de Lorena, no interior de São Paulo, dando entrada às três horas da manhã do dia seguinte. Viviane e Camila sofreram fraturas no acidente e foram transferidas para um hospital da capital de São Paulo. Abrahão falou sobre o acidente no Encontro com Fátima Bernardes: "Foi como um susto, mas já está tudo bem. Fiquei consciente o tempo inteiro. Foi como ter renascido. Abri o olho e estava tudo bem".
Em 2014, durante as gravações de Alto Astral, ela começou a namorar seu colega de elenco, o ator Sérgio Malheiros. Em novembro de 2019, foi anunciado que Abrahão e Malheiros ficaram noivos.

## Filmografia

### Televisão
| Ano  | Título                       | Personagem / Cargo              | Notas                                  |
| ---- | ---------------------------- | ------------------------------- | -------------------------------------- |
| 2007 | Malhação                     | Felipa Gentil                   | Temporadas 15–16                       |
| 2010 | Bicicleta e Melancia         | Gabriela (Gabi)                 |                                        |
| 2011 | Rebelde                      | Alice Albuquerque               |                                        |
| 2013 | Amor à Vida                  | Natasha Veiga de Assis          |                                        |
| 2014 | Alto Astral                  | Gabriela Santana Peixoto (Gaby) |                                        |
| 2016 | Dança dos Famosos            | Participante (2º lugar)         | Temporada 13                           |
| 2016 | A Lei do Amor                | Vitória Costa Leitão (jovem)    | Episódios: "3–7 de outubro"            |
| 2017 | Vídeo Show                   | Apresentadora / Repórter        |                                        |
| 2017 | The Voice Extras             | Apresentadora                   |                                        |
| 2019 | Malhação: Toda Forma de Amar | Ela mesma                       | Episódios: "29 de julho–7 de outubro"  |
| 2020 | Salve-se Quem Puder          | Ela mesma                       | Episódio: "13 de março"                |
| 2021 | Salve-se Quem Puder          | Júlia Santamarina               |                                        |
| 2021 | As Five                      | Dani Junqueira                  | Episódios: "Trabalhar Cansa" "Tsunami" |
| 2021 | Super Dança dos Famosos      | Participante (6º lugar)         | Temporada 18                           |
| 2022 | Amores que Enganam           | Amanda Rocha                    | [ 107 ]                                |
| 2024 | Amor da Minha Vida           | Giselle Lopes                   |                                        |

### Cinema
| Ano  | Título                                   | Personagem         | Notas               |
| ---- | ---------------------------------------- | ------------------ | ------------------- |
| 2014 | Confissões de Adolescente                | Cristina (Tina)    |                     |
| 2015 | Anjo de Cabelos Longos                   | Luiza              |                     |
| 2019 | Cine Holliúdy 2: A Chibata Sideral       | A Alien            |                     |
| 2020 | Amarillas                                |                    | Curta-metragem      |
| 2021 | Ron's Gone Wrong                         | Srta. Thomas (voz) | Dublagem brasileira |
| 2023 | Letícia                                  | Letícia            |                     |
| 2025 | Todo Mundo (Ainda) Tem Problemas Sexuais | Daniela            |                     |

### Internet
| Ano  | Título                             | Cargo         |
| ---- | ---------------------------------- | ------------- |
| 2013 | Fica a Dica                        | Apresentadora |
| 2014 | Um Sonho em Veneza                 | Apresentadora |
| 2015 | O Reino das Vozes que Não se Calam | Apresentadora |
| 2020 | PodChegar: Em Casa                 | Apresentadora |
| 2023 | Avisa Chegando                     | Apresentadora |

## Teatro
| Ano  | Peça                      | Personagem |
| ---- | ------------------------- | ---------- |
| 2010 | Confissões de Adolescente | —          |
| 2013 | Tudo por um Popstar       | Ela mesma  |

## Literatura
| Ano  | Livro                              | Cargo                          | Editora          |
| ---- | ---------------------------------- | ------------------------------ | ---------------- |
| 2014 | O Reino das Vozes que Não se Calam | Coautora (com Carolina Munhóz) | Fantástica Rocco |
| 2015 | O Mundo das Vozes Silenciadas      | Coautora (com Carolina Munhóz) | Fantástica Rocco |
| 2015 | O Reino Secreto: Livro de Colorir  | Coautora (com Carolina Munhóz) | Fantástica Rocco |

## Discografia
- Sophia Abrahão (2015)

## Turnês musicais
- Tudo que Eu Sempre Quis Tour (2016)

## Prêmios e indicações
Durante sua carreira, Abrahão foi indicada e venceu diversos prêmios. Ela ganhou cinco Capricho Awards, dois Meus Prêmios Nick, nove Prêmio Jovem Brasileiro e foi indicada ao Grammy Latino, Prêmio Multishow de Música Brasileira e Troféu Internet.